# 2004년 하계 올림픽 스페인 선수단
스페인은 2004년 8월 13일부터 29일까지 그리스 아테네에서 열린 제28회 하계 올림픽에 참가했다.

## 종목별 성적

### 수영
남자
| 선수 | 세부 종목 | 예선 | 예선 | 준결선 | 준결선 | 결선 | 결선      |
| 선수 | 세부 종목 | 기록 | 순위 | 기록   | 순위   | 기록 | 최종 순위 |

## 양궁
| 선수              | 세부 종목 | 랭킹 라운드 | 랭킹 라운드 | 64강                                  | 32강                                | 16강                                | 8강       | 준결승    | 결승 / 순위 결정전 | 결승 / 순위 결정전 |
| 선수              | 세부 종목 | 점수        | 시드        | 상대 점수                             | 상대 점수                           | 상대 점수                           | 상대 점수 | 상대 점수 | 상대 점수          | 최종 순위          |
| 펠리페 로페스     | 남자 개인 | 641         | 40          | 올렉산드르 세르듀크 (UKR) · L 141–164 | 진출 실패                           | 진출 실패                           | 진출 실패 | 진출 실패 | 진출 실패          | 진출 실패          |
| 알무데나 갈라드도 | 여자 개인 | 631         | 24          | 하투나 나리마니제 (GEO) · W 148–132   | 자스민 피구에로아 (PHI) · W 152–150 | 에반겔리아 프사라 (GRE) · L 152–160 | 진출 실패 | 진출 실패 | 진출 실패          | 진출 실패          |

## 역도
남자
| 선수                | 세부 종목       | 인상 | 인상 | 용상  | 용상 | 합계  | 합계 |
| 선수                | 세부 종목       | 기록 | 순위 | 기록  | 순위 | 기록  | 순위 |
| 산티아고 마르티네스 | 남자 미들헤비급 | 180  | =7   | 207.5 | =10  | 382.5 | 9    |
| 게마 페리스         | 여자 플라이급   | 77.5 | =8   | 90    | =12  | 167.5 | 12   |